# Заслуженный строитель Республики Марий Эл
Заслуженный строитель Республики Марий Эл (луговомар. Марий Эл Республикын сулло чоҥышыжо) — государственная награда, почётное звание Республики Марий Эл.

## История
Учреждено Указом Президиума Верховного Совета Марийской АССР от 6 августа 1960 года.

## Основания награждения
Установлено для высокопрофессиональных работников строительства, промышленности строительных материалов, строительной индустрии за заслуги в производственной деятельности, разработке и внедрении прогрессивных проектов и технологий, передового опыта организации работ, механизации, автоматизации труда, за достижение высокой и устойчивой эффективности производства и качества строительно-монтажных работ, работающих в строительных, проектных, проектно-изыскательских, монтажных и других организациях по специальности 15 и более лет.
Присваивается Главой Республики Марий Эл (ранее Президиумом Верховного Совета Марийской АССР) с вручением удостоверения и нагрудного знака. На 1 июля 2008 года звания удостоены 667 человек.

## Список обладателей почётного звания

### Заслуженный строители Марийской АССР
- Барашков Иван Васильевич (1960)[1]
- Кочегаров Николай Васильевич (1960)[2]
- Калинин Яков Кириллович (1967)[3]
- Козлов Александр Владимирович (1967)[4]
- Смирнов Владимир Павлович (1967)[5]
- Герасимов Валентин Семёнович (1969)[6]
- Дианов Сергей Никитович (1971)[7]
- Аитов Булат Юсупович (1972)[8]
- Кибрик Анатолий Михайлович (1974)[9]
- Галицкий Анатолий Игнатович (1975)[10]
- Зейтулаев Эгат Алядинович (1977)[11]
- Серова Елизавета Ивановна (1979)[12]
- Чиркова Тамара Ивановна (1979)[13]
- Лимаренко Пётр Григорьевич (1980)[14]
- Пересада Владимир Савельевич (1980)[15]
- Коган Борис Александрович (1982)[16]
- Маркасьян Николай Николаевич (1984)[17]
- Минаков Юрий Александрович (1985)[18]
- Александров Геннадий Петрович (1989)[19]

### Заслуженные строители Республики Марий Эл
- Козлов Вениамин Васильевич (1995)[4]
- Тарков Владимир Васильевич (2000)[20]